# Moviment de Chandler
El moviment de Chandler és una petita oscil·lació de l'eix instantani de rotació de la Terra que té un període de catorze mesos i la causa de la qual es desconeix. Se sap que aquest balanceig afegeix 0,7 segons d'arc cada 433 dies a la precessió dels equinoccis. L'efecte va ser observat per primer cop el 1891 per l'astrònom Seth Carlo Chandler.
El radi de l'oscil·lació no és constant. Des que es va descobrir, el valor màxim assolit per aquest radi va ser l'any 1910. Sembla que des d'aleshores es va escurçant suaument i, en principi, hom suposa que, sinó hi ha cap força externa, la tendència hauria de ser que vagi remetent a poc a poc. En gener i febrer de 2006 hom va observar una aturada del moviment de Chandler, és a dir, que l'amplitud d'ona va reduir-se a zero. Tanmateix, després va continuar. Ningú no sap ara com ara de què depèn ni per què es produeix, ni existeix encara cap teoria científica que tracti d'explicar-lo.
Cal tenir en compte aquest moviment als sistemes de navegació per satèl·lit.